# Букреев, Иван Алексеевич
Иван Алексеевич Букреев (1 [13] сентября 1864, Кособродка, Оренбургская губерния — 8 [21] июня 1916, Вилейский уезд, Виленская губерния) — войсковой старшина, командир 25-й особой казачьей сотни, был награждён золотым Георгиевским оружием (1915).

## Биография
Родился из 1 (13) сентября 1864 года в семье представителей войскового сословия в станице Кособродской третьего военного отдела Оренбургского казачьего войска, ныне в Троицком районе Челябинской области. Иван окончил Уфимское землемерное училище, а после этого поступил в Оренбургское казачье юнкерское училище, из которого выпустился по первому разряду.
Букреев начал службу в Русской императорской армии в первый день 1883 года. Он получил чин хорунжего в начале февраля 1886 года (со старшинством с сентября 1885), а сотника — в ноябре 1889. Иван Букреев дослужился до звания казачьего подъесаула в июле 1901 года (со старшинством с 1900); есаул с конца марта 1905. Стал войсковым старшиной «иррегулярной кавалерии» — по состоянию на 1916 год.
В 1888 году Букреев служил в Оренбургском 5-м казачьем полку. Затем повторно служил в нём же с 1892 по 1894 год. С 1902 года он находился на льготе без должности. В феврале 1904 года Иван Алексеевич был командирован в Сибирское казачье войско: участвовал в Русско-японской войне с 5-м Сибирским казачьим полком.
По окончании военного конфликта на Дальнем Востоке, в 1908 году, Иван Букреев служил в Оренбургском 3-м казачьем полку. В период Первой Мировой войны он был вызван из отставки и назначен командиром 25-й особой казачьей сотни. Отличился в боях на территории Австро-Венгрии: за храбрость в бою 28 января (10 февраля) 1915 года был награждён золотым Георгиевским оружием.
8 (21) июня 1916 года подполковник Иван Алексеевич Букреев скончался в результате нечаянного выстрела из револьвера. 10 (23) июня 1916 года обряд отпевания в деревне Княгинин Вилейского уезда Виленской губернии (ныне Мядельский район, Минская область, Беларусь) совершил священник 426 полевого подвижного госпиталя Петр Тычинин. Гроб был отправлен для предания земле на ст. Челябинск в ст. Никольскую.

## Семья
Иван Букреев был женат на дочери прусского подданного Елизавете Федоровне. В семье, по данным на 1916 год, было трое детей: два сына и дочь.

## Награды
- Орден Святой Анны 4 степени (1906): «за храбрость»
- Орден Святого Станислава 3 степени (1898)
- Орден Святого Владимира 4 степени с мечами и бантом (1915)
- Орден Святой Анны 3 степени (1903) — мечи и бант (1915)
- Орден Святой Анны 2 степени с мечами (1914): «за отличное окончание курса Офицерской кавалерийской школы»
- Орден Святого Станислава 2 степени с мечами (1906)
- Золотое Георгиевское оружие (1915) «за храбрость»: «за то, что в течение 6 дней с 28 января 1915 года с полусотней, подкрепленной 1 февраля одной ротой, удерживал севернее Щучина против превосходящих сил германцев в составе трех эскадронов, поддерживая пехоту и при этом неоднократно переходил в наступление, взял за эти дни тридцать три пленных немца. Своими действиями у Щучина дал возможность спокойно сосредоточиться у [крепости Осовец], назначенного для этого частям»[2][3][5]